# Toana semiochrealis
Toana semiochrealis là một loài bướm đêm trong họ Noctuidae.